# Nécropole nationale de Notre-Dame de Lorette

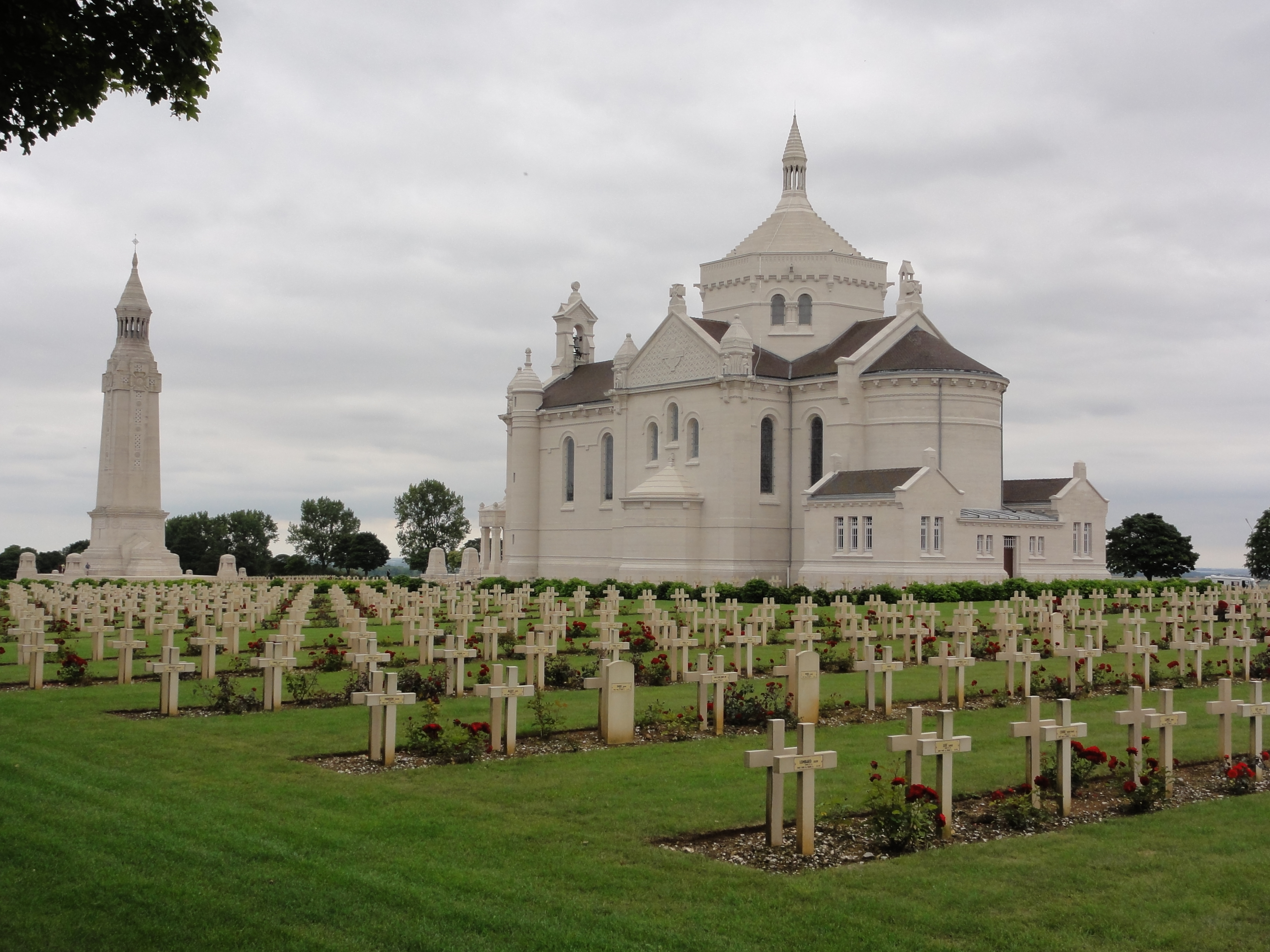
Begraafplaats met basiliek en lantaarntoren

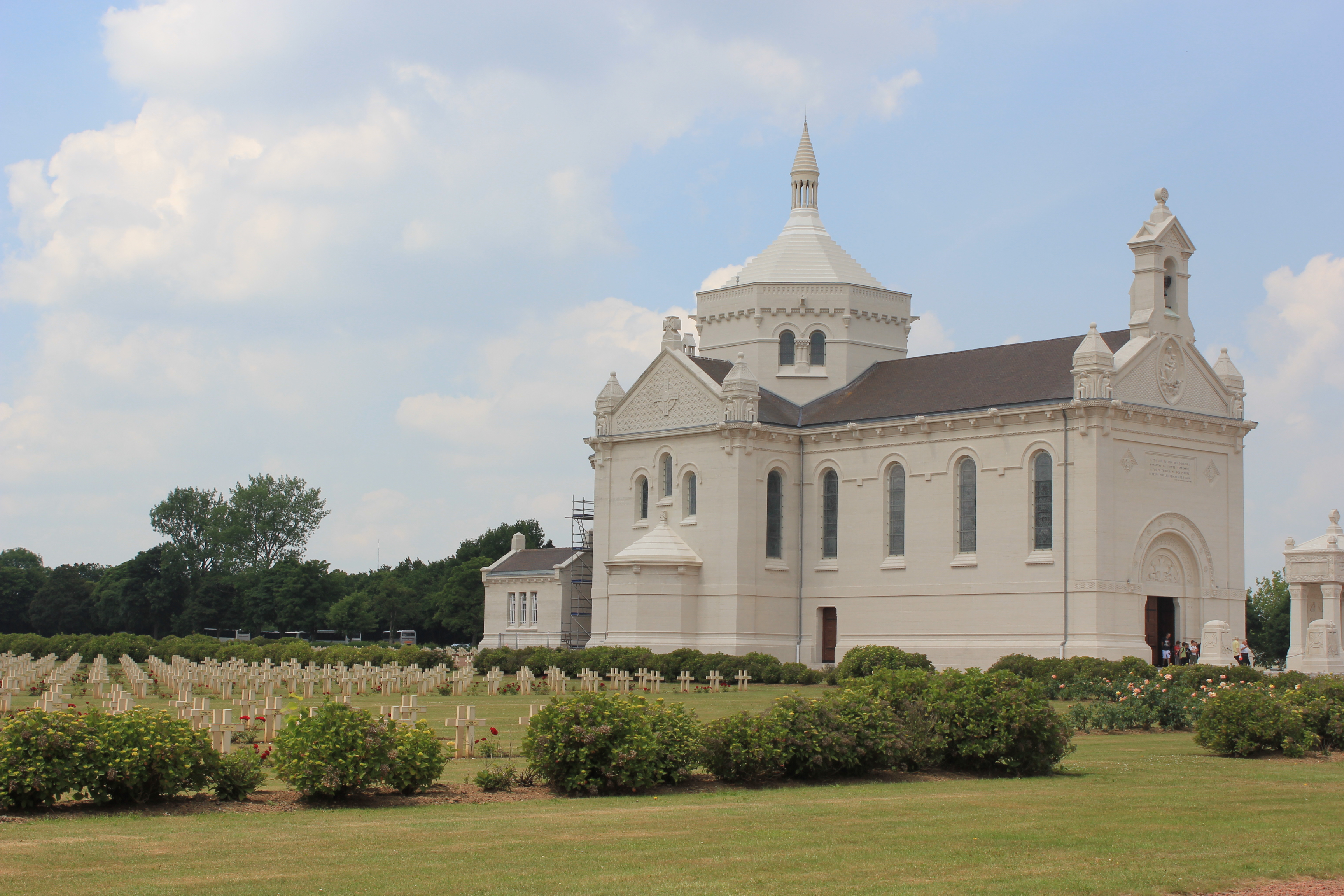
Basiliek

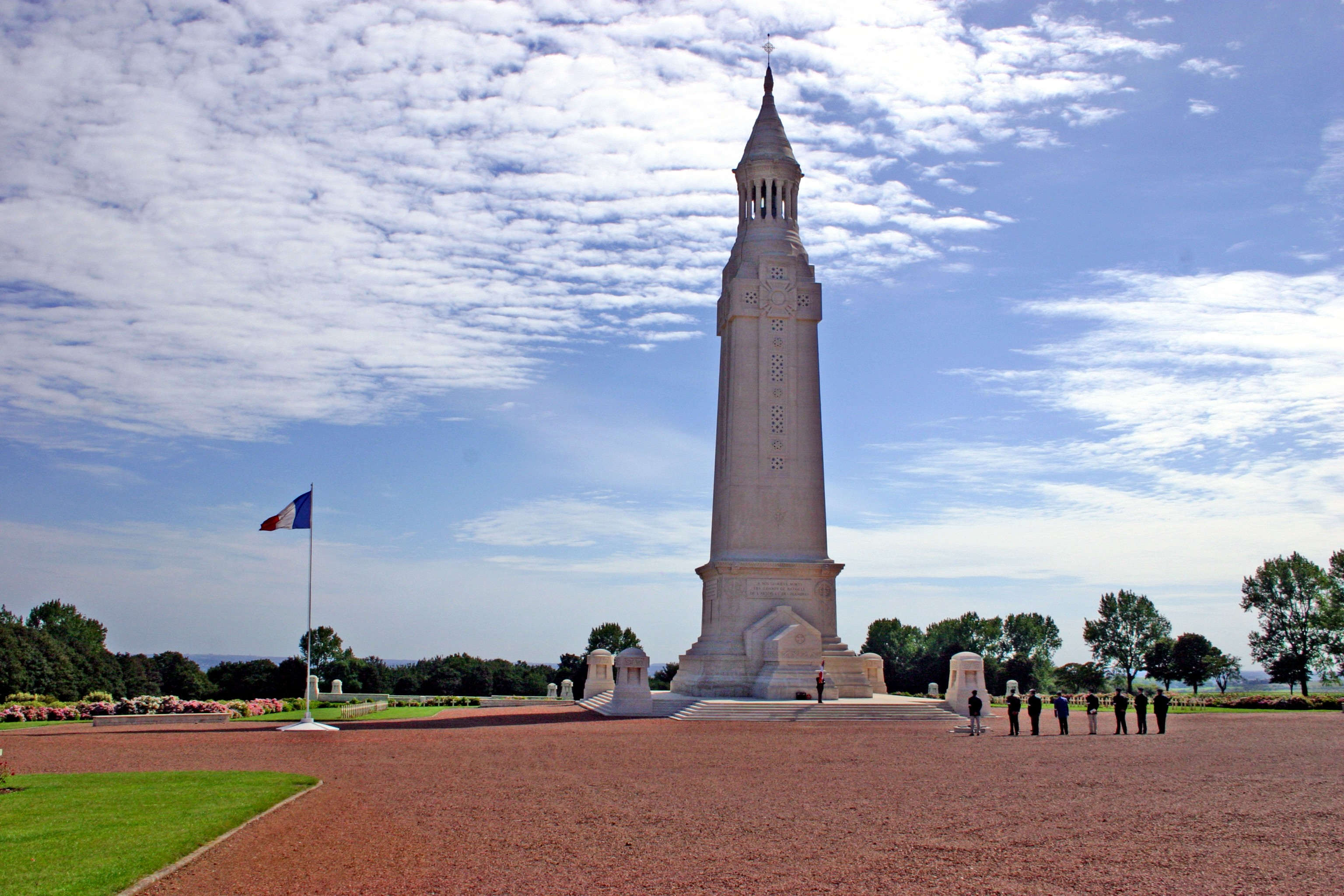
Lantaarntoren

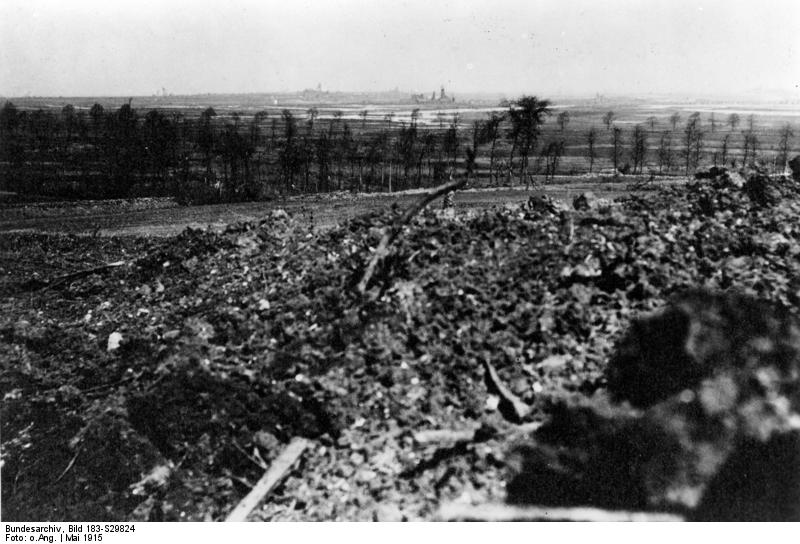
Heuvel van Notre-Dame-de-Lorette in mei 1915

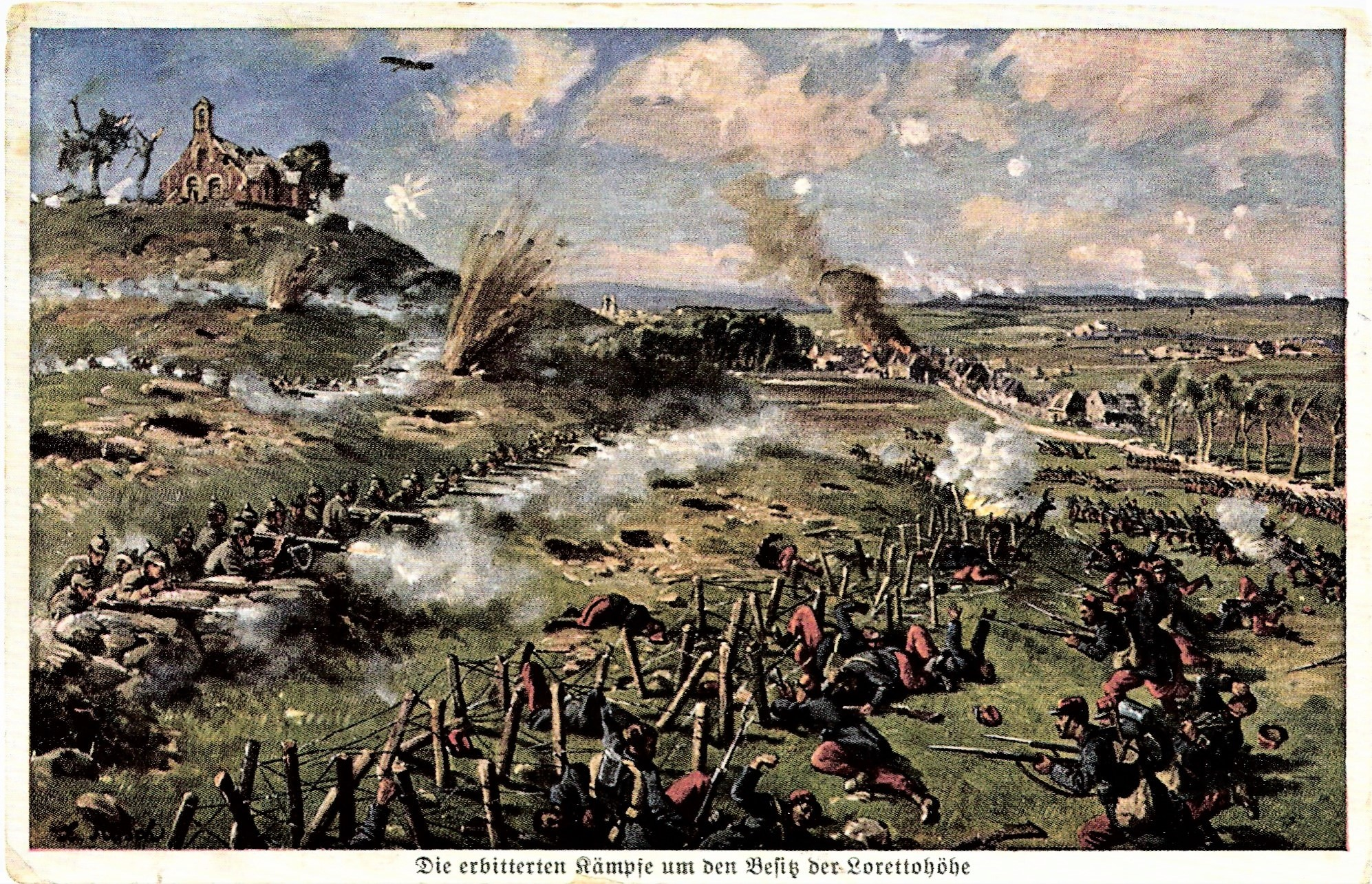
Oude postkaart met de veldslag

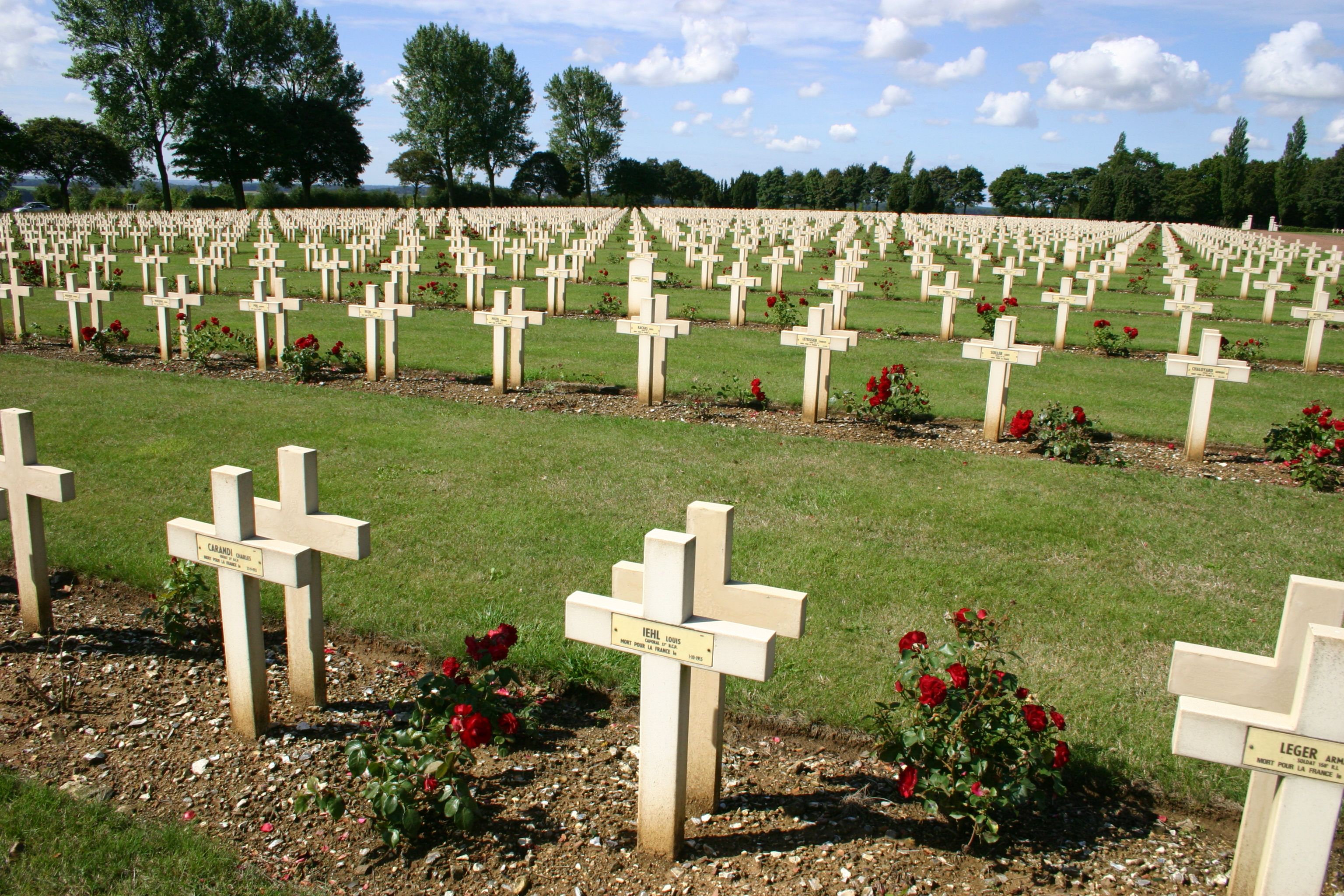
Graven

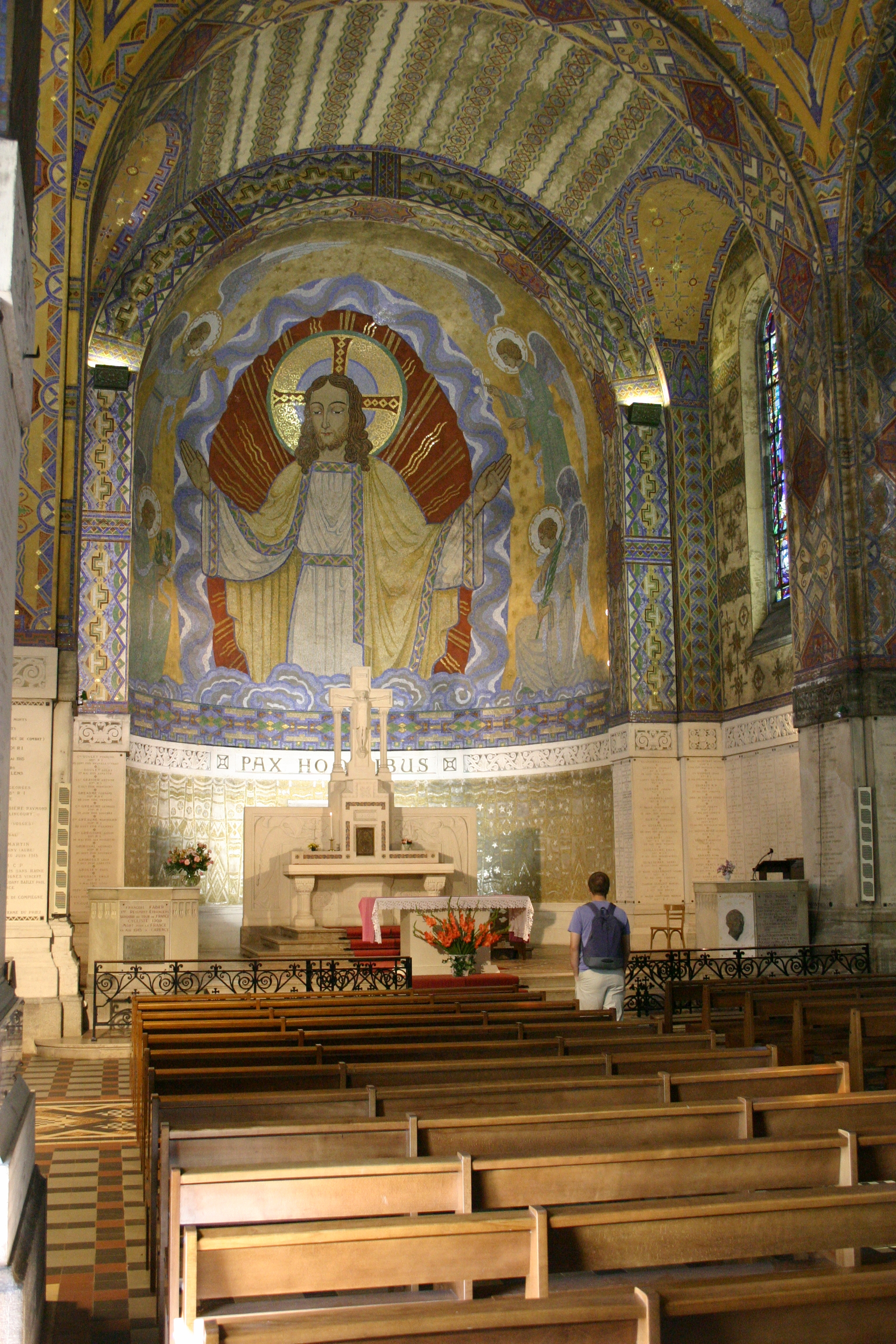
Interieur van de basiliek

De Nécropole nationale de Notre-Dame de Lorette is een Franse militaire begraafplaats met gesneuvelden uit de Eerste Wereldoorlog, gelegen in de Franse gemeente Ablain-Saint-Nazaire. De begraafplaats ligt een kilometer ten noorden van het dorp op de heuvel van Notre-Dame de Lorette die over de omliggende vlakte uitkijkt. Op de begraafplaats rusten meer dan 40.000 gesneuvelde Franse soldaten. Zo'n 20.000 liggen in individuele graven en meer dan 20.000 in een massagraf. Het terrein beslaat zo'n 13 ha en centraal bevindt zich een groot plein waarop twee imposante monumenten tegenover elkaar staan, namelijk een basiliek en een lantaarntoren die een crypte herbergt.

## Achtergrond
De heuvel van Notre-Dame-de-Lorette is een heuvelrug die in west-oostrichting van het bos van Bouvigny loopt tot ten noorden van Souchez. Net als de heuvelrug van Vimy, verder oostwaarts in het verlengde, steekt de heuvelrug uit boven de vlakte van Lens in het noordoosten. De noordelijke hellingen zijn relatief zacht, terwijl de heuvel in het zuiden een relatief ruwe flank heeft, met een vijftal steile uitlopers.
Op het plateau van deze heuvel, zo'n 165 meter boven zeeniveau, was in 1727 en kapel opgericht door schilder Florent Guibert na zijn bezoek aan het Italiaanse bedevaartsoord Loreto. Ze staat op de 18de-eeuwse Cassinikaart de kapel aangeduid als N.D. de Lorette. Na de Franse Revolutie werd de kapel in 1794 vernield. In 1815 werd de kapel herbouwd en in 1870 zelfs vergroot tot kerk. De plaats was lokaal een bedevaartsoord geworden.
In de Eerste Wereldoorlog was de strategische hoogte bij de Race naar de Zee in het begin van de oorlog in Duitse handen gevallen. Het Franse 10de Leger bleef echter proberen het plateau weer in te nemen. Er werd zwaar gestreden om de vijf zuidelijke uitlopers in te nemen. Deze werden van west naar oost de Éperon Mathis, de Grand Éperon, de Éperon des Arabes, de Éperon de la Blanche Voile en de Éperon de Souchez genoemd en werden door de Duitsers stevig verdedigd. In de winter van 1914-1915 konden de Fransen onder leiding van generaal Maistre de eerste uitloper bezetten. Op 15 maart 1915 konden ze de Grand Éperon innemen en de volgende maanden ook de derde uitloper.
Op 9 mei 1915 begon de Tweede Slag om Artois, waarbij de Fransen probeerden de Duitsers terug te drijven uit de streek. Men probeerde onder meer de heuvelrug van Vimy, iets verder oostwaarts, te heroveren en ook de hoogte van Notre-Dame-de-Lorette wilde men terugnemen. Hiervoor moesten de laatste twee uitlopers worden veroverd en vervolgens de top van de heuvel, waar zich de kapel bevond. Men kreeg er echter te maken met een sterk uitgebouwde Duitse defensie, bestaande uit meerdere linies loopgraven, ijzerdraad en Friese ruiters, geflankeerd door mitrailleurs en fortjes. Van 9 tot 12 mei slaagden de Fransen er in de kapel te bereiken, na een strijd met zware verliezen. Men had echter nog steeds niet het hele heuvelmassief heroverd en de Duitsers behielden nog steeds verschillende posities. Het duurde tot 22 mei eer het massief door de Fransen was ingenomen. In het voorbije jaar waren zo'n 100.000 doden gevallen in de gevechten om de heuvel van Notre-Dame de Lorette. De Tweede Slag om Arras bleef door de Duitsers de Lorettoschlacht genoemd worden.

## Geschiedenis
Op de heuvel was in 1915 al een kleine begraafplaats ingericht. Na de oorlog besloot men deze plaats in te richten als herdenkingssite voor de gesneuvelden en de begraafplaats werd vergroot met Franse gesneuvelden die werden overgebracht uit meer dan 150 kleinere begraafplaatsen uit het front van Artesië, het IJzerfront en de Belgische Kust.
Een basiliek en een lantaarntoren werden hier opgetrokken in de jaren 20, naar ontwerp van de Rijselse architect Louis Marie Cordonnier. Maarschalk Pétain legde de eerste steen van de lantaarntoren op 19 juni 1921. Op 2 augustus 1925 werd deze lantaarntoren ingehuldigd door premier Paul Painlevé. De kerk werd ingewijd op 26 mei 1927 door de bisschop van Atrecht Mgr. Julien. Op dat moment werd ook een standbeeld van generaal Maistre ingehuldigd. Het beeld bevond zich aanvankelijk op de begraafplaats, maar werd in 1935 400 meter verder geplaatst, ten zuiden van de begraafplaats, waar tijdens de oorlog zijn commandopost zich een tijd zou hebben bevonden.
Op 16 juli 1950 werd in aanwezigheid van Guy Mollet en Minister van Veteranen en Oorlogsslachtoffers Louis Jacquinot in de crypte de Onbekende Soldaat van de Tweede Wereldoorlog begraven. In 1955 zette men in de crypte de as bij van gedeporteerden die waren verdwenen in de nazikampen. Ook de Onbekende Soldaat van de Algerijnse Oorlog en de gevechten in Marokko en Tunesië werd in 1977 naar hier overgebracht en sinds 1980 ligt hier ook de Onbekende Soldaat van de Franse Indochinese Oorlog.

## Architectuur en site
De begraafplaats beslaat een groot, ongeveer rechthoekig terrein, doorsneden door twee kruisende lanen. In het midden bevindt zich een vlakte met daarop de kerk en de lantaarntoren.
De basiliek is opgetrokken in neobyzantijnse stijl. De glasramen en de fresco's binnenin beelden oorlogstaferelen en de religieuze en vaderlandse geschiedenis van Frankrijk uit. De binnenmuren werden door familieleden en nabestaanden bekleed met herdenkingsplaten ter ere van gesneuvelde soldaten.
De lantaarntoren is 52 meter hoog en heeft een vierkant grondplan, 12 meter breed aan de basis. De toren herbergt een crypte.
Ten zuiden van de begraafplaats staat het standbeeld voor generaal Maistre en bevindt zich een panoramatafel die uitkijkt over Ablain-Saint-Nazaire en het gebied ten zuiden van de heuvel. Vlakbij werd op 11 november 2014, ter gelegenheid van de 100ste verjaardag van het uitbreken van de Eerste Wereldoorlog, een herdenkingsmonument ingewijd: de Anneau de la Mémoire (ring van de herinnering). Hier zijn ongeveer 600.000 namen van gevallenen alfabetisch gegraveerd, ongeacht nationaliteit of rang.
Net ten noorden van de begraafplaats bevindt zich een museum, het Musée Vivant 1914-1918. Het museum toont een collectie met voorwerpen uit de oorlog en heeft ook een stuk bewaard slagveld met militaire installaties.